# Бартенев, Феодосий Дмитриевич
Феодосий Дмитриевич Бартенев (31 августа 1805 — 1 марта 1868) — контр-адмирал, участник обороны Севастополя (1854—1855), военный губернатор Севастополя.

## Биография
Родился 31 августа 1805 года в усадьбе Зельево Чухломского уезда в семье отставного майора Бартенева Дмитрия Ивановича и Пелагеи Васильевны. В 1817 году поступил, а в 1821 году закончил Морской кадетский корпус.
В 1823 произведён в мичмана с назначением в Балтийский флот.
В 1827 году в составе Средиземноморской эскадры под руководством контр-адмирала графа Гейдена принимал участие в Наваринском сражении на фрегате «Проворный», за отличие награжден орденом Св. Владимира 4 ст. с бантом.
В 1828—1829 гг. был участником русско-турецкой войны.
В 1829 году переведён из Балтийского флота в Черноморский флот и назначен в распоряжение Новороссийского генерал-губернатора графа Михаила Семёновича Воронцова. Ходил на линейном корабле «Пимен», фрегате «Архипелаг», в 1833 участвовал в составе эскадры М. П. Лазарева в экспедиции в Константинополь.
В 1837 году — капитан-лейтенант.
С 1840 командовал бригом «Паламед», фрегатом «Месемврия».
В 1846 году — капитан III-го ранга.
В 1849 году — капитан I-го ранга. Командир линейного корабля «Храбрый».
С 19 сентября 1854 года по 27 августа 1855 находился в гарнизоне Севастополя, командовал гарнизоном Северного укрепления.
В 1855 году произведён в контр-адмиралы, с назначением командиром 2 бригады 4 флотской дивизии. Награжден орденом Св. Владимира 3 ст. с мечами.
В июле 1856 года назначен Севастопольским комендантом и исправляющим должность военного губернатора, на этой последней должности он оставался до мая 1858 года.
Его именем были названы площадь, улица и посёлок Бартеньевка в Севастополе. Скончался 1 марта 1868 года в Одессе.

## Семья
Принадлежал к дворянскому роду Бартеневых.
- Брат: Бартенев Иван Дмитриевич (1801—1879) — статский советник, чиновник особых поручений при Министре внутренних дел.